# Tenhi
Tenhi sind eine finnische Band, welche eine Art melancholischen Folk-Rock spielt.
Die Struktur der Songs von Tenhi gleicht jener der Rockmusik, doch sind die Instrumentierung und auch der Gesang eher dem Folk zuzuordnen. In Tenhis Musik finden einerseits folk-rock-typische Instrumente Verwendung, doch werden von der Band auch viele andere Instrumente verwendet, zum Beispiel Klavier, Violine, Bratsche, Didgeridoo, Maultrommel oder Flöte.

## Diskografie
- 1997: Kertomuksia (Demo)
- 1998: Hallavedet (MCD)
- 1999: Kauan (CD)
- 2000: airut:ciwi (MCD)
- 2002: Väre (CD)
- 2004: airut:aamujen (CD)
- 2006: Maaäet (CD)
- 2007: Folk Aesthetic 1996-2006 (3-CD-Box mit Kertomuksia, Hallavedet und airut:ciwi, alternativen und unveröffentlichten Aufnahmen sowie dem unveröffentlichten Album Kaski)
- 2011: Saivo (CD)
- 2023: Valkama (CD)